# 寬哈馬
寬哈馬（葡萄牙語：Cuanhama），是個位於安哥拉南部的城鎮，由庫內納省負責管轄，北鄰庫韋拉伊，面積20,255平方公里，2014年人口211,000，人口密度每平方公里10人。